# Elk Verlag
Der elk Verlag ist ein Lehrmittelverlag mit Sitz in Winterthur-Töss. Der Verlag entwickelt, produziert und vertreibt Lehrmittel und Unterrichtshilfen für die Primarschule und Oberstufe.
Schwerpunkt des Verlags sind Arbeitsblätter und Kopiervorlagen für den individualisierenden Unterricht sowie Elektronische Schulwandbilder (zum Beamen und für Computer) und farbige Informationsmagazine in die Hand der Schülerinnen und Schüler. Daneben führt er didaktische Spiele, Bildmaterial, Audio-CDs und weiteres Zusatzmaterial für den Unterricht. Das Angebot wird durch Produkte deutscher Partnerverlage ergänzt.

## Geschichte
Das Label „elk“ stammt ursprünglich von der damaligen Elementarlehrerinnen- und Elementarlehrerkonferenz des Kantons Zürich, abgekürzt ELK. Das war der Lehrerverband der Unterstufenlehrkräfte des Kantons Zürich, organisiert als nicht-kommerzieller, steuerbefreiter Verein.
Die 1925 gegründete ELK publizierte bereits in den ersten Jahren eigene Jahrbücher und Lehrmittel. Ein von Gründungspräsident Ernst Bleuler geschaffenes Rechenbüchlein durfte ab 1935 mit dem Einverständnis der Erziehungsdirektion im Unterricht verwendet werden. Im Jahre 1948 erschien im Verlag der Elementarlehrerkonferenz das von der Lehrerschaft begeistert aufgenommene Werk „Roti Rösli im Garte“ von Frau Dr. Hugelshofer. 1990 richtete die ELK unter der Leitung von Walti Bräm eine Werkstattbörse ein. Noch heute erinnern sich alteingesessene Zürcher Lehrerinnen bisweilen mit einem liebevollen Lächeln an die damaligen handgestrickten „Blauen Mäppchen“. Das wachsende Defizit der Börse belastete jedoch zunehmend das Budget des Vereins und veranlasste den damaligen Vorstand, den ganzen „Verlagsbereich“ neu auszurichten.
In einem ersten Schritt wurde ein externer Wirtschaftsberater beigezogen, welcher den Verlagsbereich aus dem Verein löste und buchhalterisch sanierte. In einem zweiten Schritt wurde ein erfahrener Verlagsfachmann beauftragt, den Verlagsbereich auf eine professionelle Basis zu stellen und zu einem eigenständigen wirtschaftlichen Betrieb zu führen.
Damit beginnt die eigentliche Geschichte der elk Verlag AG, mit der Gründung der Aktiengesellschaft per 1. Januar 2002. Eine schöne Erfolgsgeschichte. Geblieben nach der kompletten Loslösung von der alten ELK ist das Label „elk“, ausgesprochen wie in Englisch der Elch. Es begann in Fehraltorf mit einem kleinen Team in einer Art Bauernstube mit grossem Garagenraum. Der Verlag hat sich rasch zu einer schweizweit bekannten und etablierten Marke entwickelt. Im Jahr 2015 ist der Verlag ein gestandener Betrieb in einem eigenen Verlagsgebäude in Winterthur-Töss, mit vierzehn Mitarbeitenden und einer siebenköpfigen, fest angestellten, professionellen Redaktion. Der Verlag ist mit seinem bekannten und charakteristischen Angebot aus der Palette der grösseren, bedeutenden Lehrmittelverlage der Schweiz kaum mehr wegzudenken.
Seit dem 1. Januar 2017 gehört der Verlag mehrheitlich zur Klett Gruppe.